# Gouverneur général de la Barbade
Le gouverneur général de la Barbade (en anglais : Governor-General of Barbados) est le chef d'État de facto de la Barbade de 1966 à 2021. Il représente le chef d'État de jure, la souveraine de la Barbade, en l'occurrence la reine Élisabeth II. Cette fonction est créée lors de l'accession du pays à l'indépendance, en qualité de royaume du Commonwealth, et remplacée par un président élu lors de l'instauration de la république, le 30 novembre 2021.

## Liste des gouverneurs généraux de la Barbade
- Sir John Montague Stow, du 30 novembre 1966 au 18 mai 1967 ;
- Sir Arleigh Winston Scott, du 18 mai 1967 au 9 août 1976 ;
- Sir William Douglas, par intérim du 9 août au 17 novembre 1976 ;
- Sir Deighton Lisle Ward, du 17 novembre 1976 au 9 janvier 1984 ;
- Sir William Douglas, par intérim du 10 janvier au 24 février 1984 ;
- Sir Hugh Springer, du 24 février 1984 au 6 juin 1990 ;
- Dame Nita Barrow, du 6 juin 1990 au 19 décembre 1995 ;
- Sir Denys Williams, par intérim du 19 décembre 1995 au 1er juin 1996 ;
- Sir Clifford Husbands, du 1er juin 1996 au 31 octobre 2011 ;
- Elliott Belgrave, par intérim du 31 octobre 2011 au 1er juin 2012 ;
- Sandra Mason, par intérim du 30 mai au 1er juin 2012 ;
- Sir Elliott Belgrave, du 1er juin 2012 jusqu'au 1er juillet 2017 ;
- Sir Philip Greaves, par intérim du 1er juillet 2017 au 8 janvier 2018 ;
- Dame Sandra Mason, du 8 janvier 2018 au 30 novembre 2021.